# Francesco Lo Savio
Francesco Lo Savio (ur. 28 lutego 1935 w Rzymie, zm. 1963 w Marsylii) – włoski malarz.
Początkowo pracował jako projektant, następnie oddał się malarstwu. Pierwsze obrazy, w których przestrzeń była zaznaczona jedynie kolorem, umieściły go wśród awangardy europejskiej. Tworzył czarne monochromy, stanowiące badania nad efektami świetlnymi na obrazie pojmowanym jako przedmiot. Rozpostarte na płótnie kolorowe filtry o różnej gradacji przejrzystości absorbowały światło. W późniejszym czasie zajął się robieniem cyklu prac w metalu. W 1962 stworzył Articolazioni totali, białe, otwarte na dwóch końcach sześciany, przez które widzowie odkrywali czarną równię pochyłą, przecinającą wewnętrzną przestrzeń. Dzieła Lo Savio stanowiły połączenie malarstwa i rzeźby.